# 金星绿蟹
金星绿蟹（学名：Chlorodiella cytherea）为扇蟹科绿蟹属的动物。分布于塔希提岛、土阿莫土群岛、夏威夷群岛、吉尔伯特群岛、马利亚纳群岛以及中国大陆的海南等地，多见于海水。